# Werner Ludwig Boßler
Werner Ludwig Boßler, auch Bossler (* 11. Februar 1931 in Heidelberg; † 29. Juni 2018 in Neckargemünd) war ein deutscher Unternehmer aus dem Bereich der Güterschifffahrt, Funktionär in Schifffahrtsverbänden auf nationaler und europäischer Ebene sowie ein Pionier in der Binnenschifffahrt.

## Leben

### Familie
Werner Ludwig Boßler entstammte der älteren Linie der Schifffahrtsunternehmerfamilie Boßler und wurde als ältestes Kind des Johann Friedrich genannt „Jean“ (* 1907; † 1960) Boßler und der Katharina Emig (* 1908; † 1964) geboren. Sein Großvater war der Leiter und Verwalter des Rentamts von Neckarsteinach, Ludwig Friedrich Boßler (* 1876; † 1946). Durch seine Großmutter Hermine Elisabeth Katharina Egner (* 1878; † 1943) war er ein Urenkel des großherzoglich-hessischen Beigeordneten, Kirchenvorstehers, Gerichtsschöffen und Steinbruchbesitzers Adam Egner (* 1836; † 1911)
Werner Boßler war somit ein Cousin dritten Grades der Unternehmer Georg (* 1881; † 1946) und Andreas Boßler (* 1884; † 1961) sowie Herbert Bossler (* 1907; † 1999).

### Beruf und Ämter
1945 ergriff er den für seine Familie zur Tradition gehörenden Beruf des Schiffers. 1976 war Werner Boßler Mitglied der deutschen Delegierten zur Gründung einer Schifffahrtsorganisation auf europäischer Ebene in Brüssel. 1982 bis 1991 gehörte er als Vorstandsmitglied im Bund der Selbständigen, Abteilung Binnenschifffahrt der deutschen Interessenvertretung selbständiger Schifffahrtsunternehmer in den Bereichen Verkehrs-, Gesellschafts-, Steuer-, Wirtschafts- und Sozialpolitik an. Ab 1976 bis ins Jahr 1985 war Werner Boßler Vorsitzender des traditionsreichen über acht Jahrhunderte alten Schiffervereins Neckarsteinach.

## Güterschifffahrt

### Jean Bossler I
1956 ließ Werner Boßler zusammen mit seinem Vater Johann Friedrich Boßler, der ebenfalls Eigner der MS Elisabeth war, das Motorgüterschiffe Jean Bossler I mit einer Kapazität von 750 Tonnen bauen. 1960 wurde die Jean Bossler I um zehn Meter verlängert. Die Jean Bossler I war bis 1969 für Werner Ludwig Boßler in Fahrt. Anschließend wurde das Binnenhandelsschiff in die Niederlande verkauft. Zusätzlich erwarb Werner Boßler 1962 das Güterschiff Klaus, welches eine Kapazität von 1100 Tonnen aufwies.

### Jean Bossler II
1969 folgte der Bau des Motorgüterschiffs Jean Bossler II mit einer Motorleistung von 1200 PS und 1480 Tonnen Ladekapazität. Die Skizze des Containerschiffs mit Doppelhülle wurde von Werner Boßler persönlich entworfen. Auf dem technischen Sektor war das auf der traditionsreichen Werft Philipp Ebert & Söhne erbaute Binnenschiff mit internationalem Rheinfunk und einem Radarfunk – 3 Gerät ausgestattet worden. 1972 folgte die Verlängerung der Jean Bossler II auf 95 Meter und eine Ladekapazität von 1907 Tonnen. In diese Ausbaumaßnahme wurde der Einbau eines weiteren Funkgeräts sowie eines Bugstrahlruders integriert. 1986 wurde die Jean Bossler II als Wunnenstein an die Reederei Schwaben übergeben.

### Jean Bossler III
Bereits im gleichen Jahr erfolgte von Werner Ludwig Boßler der Auftrag zum Bau der Jean Bossler III; dieses Güterschiff hatte 1600 PS Leistungsstärke und eine Kapazität von 2878 Tonnen. Es fuhr unter der Flagge der Reederei Lehnkering Massengüter und war das modernste Containerschiff, das bis 1987 in summa auf der Werft Ebert und Söhne vom Stapel lief.
1994 wurde die Jean Bossler III als Berdina in die Niederlande verkauft. 1998 wurde das Binnengüterschiff als Excelsior an die Reederei Götz übergeben. 2007 ging das Schiff in die Schifffahrtsgeschichte des Rheins ein, da es den Excelsior-Unfall auslöste.
Die Motorgüterschiffe mit dem Namen Jean Bossler waren dem Vater von Werner Ludwig Boßler gewidmet.

### Tankmotorschifffahrt
1990 gab Werner Boßler zusammen mit zwei weiteren Unternehmern den Auftrag zum Bau für das 1991 fertiggestellte Tankmotorschiff Mi-Ra. Es galt 1991 als das größte Binnenschiff der Bundesrepublik. Der Tanker hatte ein Fassungsvermögen von 3200 Tonnen. Insgesamt hielt Werner Ludwig Boßler Beteiligungen an zwei Binnentankern.
Durch seine modernen Handelsschiffe und sein Wirken im Bereich der Binnenschifffahrt zählt Werner Ludwig Boßler zu den Pionieren in dieser Branche.